# Tuomas Hirvonen
Tuomas Hirvonen (Kouvola, 17 maggio 1996) è un cestista finlandese.

## Palmarès
- Campionato finlandese: 1

Kouvot Kouvola: 2015-16